# Yū Mizushima
Pour les articles homonymes, voir Mizushima.
Yū Mizushima (水島 裕, Mizushima Yū) né à Tokyo au Japon, le 18 janvier 1956, est un doubleur de film japonais.

## Rôles notables
- .hack//Intermezzo : Male Heavyblade
- Black Cat : Docteur (Kanzaki)
- Black Jack
- Black Magic M-66 : Leakey
- Chaotic :Codemaster Tirasis
- Choudenji Machine Voltes V : Kentaro Go/Ragooru
- Devilman OAV : Ryo Asuka
- Digital Devil Story : Akemi Nakajima
- Fire Tripper : Shukomaru
- Fullmetal Alchemist : Scar's Brother
- Golion : Isamu Kurogane (" Lance ")
- Guyver: Out of Control : Sho Fukamachi/Guyver
- Hana no Ko Lunlun : Serge Flora (Selge)
- Juken Sentai Gekiranger : Elehung Kambou
- Kaiketsu Zorori : Goburu
- Kimagure Orange Road : Kyōsuke Kasuga (debut)
- Kindaichi Shōnen no Jikenbo : Sudou (ep 100)
- L/R: License de Royalty : Rocky
- Legende  des héros galactiques  : Neithardt Müller
- Madlax : Luciano
- Mahou no Tenshi Creamy Mami :  Toshio Otomo
- Mahou no Yousei Persia : Riki Muroi
- Naruto : Mondai (ep 161)
- Neo Tokyo : Tsutomo Sugioka
- Obake no Q-Tarō : Shinichi
- One Piece : Zeus , Prométhée , Napoléon
- Pokémon Diamant et Perle : Gen/Riley
- Requiem from the Darkness : Gunhachirou (frère de Momosuke)
- Six God Combination Godmars : Mars/Takeru Myoujin
- Saint Seiya : Orion Jäger, Lizard Misty, God Warrior Loki, Zeta Mizar Syd, Zeta Alcor Bud,
- Space Battleship Yamato : Jiro Shima
- Spirit Warrior : Tenshu
- Submarine Super 99 : Gorô Oki
- Super Mario Bros. : Peach-Hime Kyushutsu Dai Sakusen! : Luigi
- Tekken Chinmi : Raochu
- La Rose de Versailles : André Grandier
- Tsubasa Chronicle : père de Sakura
- Ulysse 31 : Télémachos
- Urusei Yatsura : ?
- Zyuden Sentai Kyoryuger : Aigallon